# 27791 Мамару
27791 Мамару (27791 Masaru) — астероїд головного поясу, відкритий 24 лютого 1993 року.
Тіссеранів параметр щодо Юпітера — 3,669.